# Stellan Nilsson
Stellan Nilsson (Lund, Suecia, 22 de mayo de 1922-Malmö, Suecia, 27 de mayo de 2003) fue un futbolista sueco que jugaba como centrocampista o delantero.

## Selección nacional
Fue internacional con la selección de fútbol de Suecia en 17 ocasiones y convirtió 4 goles. Fue campeón de los Juegos Olímpicos de 1948 y participó en la Copa del Mundo de 1950, donde Suecia obtuvo el tercer lugar.

### Participaciones en Copas del Mundo
| Mundial                        | Sede   | Resultado    | Partidos | Goles |
| ------------------------------ | ------ | ------------ | -------- | ----- |
| Copa Mundial de Fútbol de 1950 | Brasil | Tercer lugar | 2        | 0     |

### Participaciones en Juegos Olímpicos
| Olimpiada                        | Sede        | Resultado | Partidos | Goles |
| -------------------------------- | ----------- | --------- | -------- | ----- |
| Juegos Olímpicos de Londres 1948 | Reino Unido | Campeón   | 0        | 0     |

## Clubes
| Club                  | País    | Año       |
| --------------------- | ------- | --------- |
| Malmö FF              | Suecia  | 1942-1950 |
| Genoa CFC             | Italia  | 1950-1952 |
| Angers SCO            | Francia | 1952-1954 |
| Olympique de Marsella | Francia | 1954      |
| Angers SCO            | Francia | 1954-1955 |

## Palmarés

### Campeonatos nacionales
| Título         | Club     | País   | Año  |
| -------------- | -------- | ------ | ---- |
| Allsvenskan    | Malmö FF | Suecia | 1944 |
| Copa de Suecia | Malmö FF | Suecia | 1944 |
| Copa de Suecia | Malmö FF | Suecia | 1946 |
| Copa de Suecia | Malmö FF | Suecia | 1947 |
| Allsvenskan    | Malmö FF | Suecia | 1949 |
| Allsvenskan    | Malmö FF | Suecia | 1950 |

### Copas internacionales
| Título           | Selección | Sede                  | Año  |
| ---------------- | --------- | --------------------- | ---- |
| Juegos Olímpicos | Suecia    | Londres (Reino Unido) | 1948 |